# Скот Хол
Скот Оливър Хол (роден на 20 октомври 1958 г.) беше американски професионален кечист, добре известен със своя престой в Световната федерация по кеч (WWF/WWE) под името Рейзър Рамон, и в World Championship Wrestling (WCW) с истинското си име (Скот Хол).

## Кариера
От 1985 г. се бие в American Wrestling Association (AWA). Скот Хол поддържа постоянно висок профил като кечист с постигане на 9 отборни титли, 2 пъти шампион на щатите в WCW и 4 пъти интерконтинентален шампион в WWF/WWE, както и като един от членовете на отбора Новия световен ред (NWO).
Въведен в Зала на славата на WWE през 2014 г.

### Прякори
- - Лошия Човек
  - Самотният Вълк

### Интро песни
- - Bad Guy By Jim Johnston (WWF) (1992-1996)
  - Wolfpac Theme Song By Jimmy Hart (WCW) (1998, 1999-2000)
  - Rockhouse By Frank Shelley (WCW/WWF) (1996-2002)
  - Ready Or Not By The Fugees (ECW) (10 ноември 2000-11 ноември 2000)
  - Marvelous Me By Dale Oliver (TNA) (2002-2010)
  - The Band Theme Song By Dale Oliver (TNA) (2010)
  - Wolfpac Theme Song (Instrumental) By Jimmy Hart (TNA) (2010)

### Завършващи Движения
- Hall Buster (Bulldog)
- Outsider's Edge/Diamond Death Drop (Crucifix Powerbomb)
- Abdominal Stretch
- Belly To Back Suplex
- Diving Bulldog
- Fallaway Slam
- Slap To Head
- Sleeper Hold
- Two Or Three Punches Followed By A Discus Punch
- Wrist-Lock Followed By Multiple Shoulder Blocks
- Chokeslam

### Титли и отличия
- Wrestling Observer Newsletter Awards
  - 5 Star Match (1994) срещу Шон Майкълс мач със стълби на Кечмания 10
  - Match Of The Year (1994) срещу Шон Майкълс мач със стълби на Кечмания 10

- Про Kеч (Pro Wrestling Illustrated)
  - PWI Match Of The Year (1994) срещу Шон Майкълс мач със стълби на Кечмания 10
  - Най-подобрен Кечист на годината (1992)
  - PWI Tag Team Of The Year (1997) с Кевин Неш
  - PWI го класира #40 от 100-те най-добри отбори в PWI Years с Кевин Неш през 2003 г.
  - PWI го класира #72 от 500-те най-добри кечисти в PWI Years през 2003 г.
  - PWI го класира #7 от 500-те най-добри кечисти в PWI 500 през 1994 г.

- Total Nonstop Action Wrestling
  - TNA World Tag Team Championship (1 път) – с Ерик Йънг и Кевин Неш

- United States Wrestling Association
  - USWA Unified World Heavyweight Championship (1 път)

- American Wrestling Association
  - AWA World Tag Team Championship (1 път) – с Кърт Хениг

- World Wrestling Council
  - WWC Caribbean Heavyweight Championship (1 път)
  - WWC Universal Heavyweight Championship (1 път)

- World Championship Wrestling
  - WCW World Tag Team Championship (7 пъти) – с Кевин Неш (6) и Гиганта (1)
  - WCW World Television Championship (1 път)
  - WCW United States Heavyweight Championship (2 пъти)
  - WCW World War 3 (1997)

- World Wrestling Federation
  - WWF Intercontinental Championship (4 пъти)
  - Слами награда за най-добър мач на годината (1996) срещу Шон Майкълс на Лятно Тръшване 1995